# Laurence Olivier Awards 2018
Die 42. Laurence Olivier Awards 2018 wurden am 8. April 2018 in der Royal Albert Hall in London von der Society of London Theatre vergeben, um herausragende Theater- und Musicalproduktionen zu würdigen. Ausgezeichnet wurden Produktionen der Theatersaison 2017/2018, die zwischen dem 22. Februar 2017 und dem 21. Februar 2018 in einem Theater Premiere hatten, das durch die Mitgliedschaft der Society of London Theatre vertreten ist, sofern sie mindestens 30 Mal aufgeführt wurden. Die Preisverleihung wurde von Catherine Tate moderiert.

## Hintergrund
Der Laurence Olivier Award (auch Olivier Award) ist ein seit 1976 jährlich vergebener britischer Theater- und Musicalpreis. Er gilt als höchste Auszeichnung im britischen Theater und ist vergleichbar mit dem Tony Award am amerikanischen Broadway. Verliehen wird die Auszeichnung von der Society of London Theatre. Ausgezeichnet werden herausragende Darsteller und Produktionen einer Theatersaison, die im Londoner West End zu sehen waren. Die Auszeichnungen hießen zunächst Society of West End Theatre Awards und wurden 1985 zu Ehren des renommierten britischen Schauspielers Laurence Olivier in Laurence Olivier Awards umbenannt. Die Nominierten und Gewinner der Laurence Olivier Awards „werden jedes Jahr von einer Gruppe angesehener Theaterfachleute, Theaterkoryphäen und Mitgliedern des Publikums ausgewählt, die wegen ihrer Leidenschaft für das Londoner Theater“ bekannt sind.

## Gastauftritte
- Die Besetzung des Musicals Hamilton mit dem Lied Alexander Hamilton
- Lesley Joseph und die Besetzung des Musicals Young Frankenstein mit dem Lied Puttin’ On the Ritz
- Tracie Bennett mit dem Lied I’m Still Here aus dem Musical Follies
- Clare Halse und die Besetzung des Musicals 42nd Street mit dem Lied 42nd Street
- John McCrea und die Besetzung des Musicals Everybody’s Talking About Jamie mit dem Lied And You Don’t Even Know It
- Sheila Atim und die Besetzung des Musicals Girl From The North Country mit dem Lied Tight Connection To My Heart
- Chita Rivera, Andy Karl und Adam J. Bernard sowie der Chor der Arts Education School mit dem Lied Somewhere aus dem Musical West Side Story
- Jason Donovan, Linzi Hateley, Lee Mead, Preeya Kalidas, Joe McElderry und Danielle Hope mit dem Prolog und dem Lied Any Dream Will Do aus dem Musical Joseph and the Amazing Technicolor Dreamcoat

## Gewinner und Nominierte
Die Nominierungen wurden am 6. März 2018 in 25 Kategorien bekannt gegeben.
| Bestes neues Theaterstück | Bestes neues Musical |
| --- | --- |
| - The Ferryman von Jez Butterworth – Gielgud Theatre und Royal Court Theatre - Ink von James Graham – Almeida Theatre und Duke of York’s Theatre - Network adaptiert von Lee Hall, auf Basis des Textes von Paddy Chayefsky – National Theatre Lyttelton - Oslo von J. T. Rogers – Harold Pinter Theatre | - Hamilton – Victoria Palace Theatre - An American In Paris – Dominion Theatre - Everybody’s Talking About Jamie – Apollo Theatre - Girl From The North Country – The Old Vic Theatre und Noël Coward Theatre - Young Frankenstein – Garrick Theatre |
| Beste Wiederaufnahme Theaterstück | Beste Wiederaufnahme Musical |
| - Angels in America – National Theatre Lyttleton - Hamlet – Almeida Theatre - Who’s Afraid of Virginia Woolf? – Harold Pinter Theatre - Witness for the Prosecution – London County Hall | - Follies – National Theatre Olivier - 42nd Street – Theatre Royal, Drury Lane - On the Town – Regent’s Park Open Air Theatre |
| Beste neue Comedy | Bestes Entertainment |
| - Labour of Love von James Graham – Noël Coward Theatre - Dry Powder von Sarah Burgess – Hampstead Theatre - Mischief Movie Night von Mischief Theatre – Arts Theatre - The Miser adaptiert von Sean Foley und Phil Porter auf Basis der Komödie von Molière – Garrick Theatre | - Dick Whittington – London Palladium - David Walliam’s Gangsta Granny – Garrick Theatre - Derren Brown: Underground – Playhouse Theatre - Five Guys Named Moe – Marble Arch Theatre |
| Bester Darsteller Theaterstück | Beste Darstellerin Theaterstück |
| - Bryan Cranston als Howard Beale in Network – National Theatre Lyttelton - Paddy Considine als Quinn Carney in The Ferryman – Gielgud Theatre und Royal Court Theatre - Andrew Garfield als Prior Walter in Angels in America – National Theatre – Lyttleton - Andrew Scott als Prince Hamlet in Hamlet – Almeida Theatre | - Laura Donnelly als Caitlin Carney in The Ferryman – Gielgud Theatre und Royal Court Theatre - Lesley Manville als Mary Tyrone in Long Day’s Journey into Night – Wyndham’s Theatre - Audra McDonald als Billie Holiday in Lady Day at Emerson’s Bar and Grill – Wyndham’s Theatre - Imelda Staunton als Martha in Who’s Afraid of Virginia Woolf? – Harold Pinter Theatre |
| Bester Darsteller Musical | Beste Darstellerin Musical |
| - Giles Terera als Aaron Burr in Hamilton – Victoria Palace Theatre - Ciarán Hinds als Nick Lane in Girl from the North Country – The Old Vic Theatre und Noël Coward Theatre - John McCrea als Jamie New in Everybody’s Talking About Jamie – Apollo Theatre - Jamael Westman als Alexander Hamilton in Hamilton – Victoria Palace Theatre | - Shirley Henderson als Elizabeth Lane in Girl from the North Country – The Old Vic Theatre und Noël Coward Theatre - Janie Dee als Phyllis Rogers Stone in Follies – National Theatre Olivier - Imelda Staunton als Sally Durant Plummer in Follies – National Theatre Olivier - Josie Walker als Margaret New in Everybody’s Talking About Jamie – Apollo Theatre         |
| Bester Nebendarsteller Theaterstück | Beste Nebendarstellerin Theaterstück |
| - Bertie Carvel als Rupert Murdoch in Ink – Almeida Theatre und Duke of York’s Theatre - John Hodgkinson als Tom Kettle in The Ferryman – Gielgud Theatre und Royal Court Theatre - James McArdle als Louis Ironson in Angels in America – National Theatre Lyttleton - Peter Polycarpou als Ahmed Qurei in Oslo – Harold Pinter Theatre | - Denise Gough als Harper Pitt in Angels in America – National Theatre Lyttleton - Bríd Brennan als Aunt Maggie Far Away in The Ferryman – Gielgud Theatre und Royal Court Theatre - Dearbhla Molloy als Aunt Pat in The Ferryman – Gielgud Theatre und Royal Court Theatre - Imogen Poots als Honey in Who’s Afraid of Virginia Woolf? – Harold Pinter Theatre             |
| Bester Nebendarsteller Musical | Beste Nebendarstellerin Musical |
| - Michael Jibson als King George III in Hamilton – Victoria Palace Theatre - Ross Noble als Igor in Young Frankenstein – Garrick Theatre - Jason Pennycooke als Marquis de Lafayette und Thomas Jefferson in Hamilton – Victoria Palace Theatre - Cleve September als John Laurens und Philip Hamilton in Hamilton – Victoria Palace Theatre | - Sheila Atim als Marianne Lane in Girl from the North Country – The Old Vic Theatre und Noël Coward Theatre - Tracie Bennett als Carlotta Campion in Follies – National Theatre Olivier - Rachel John als Angelica Schuyler in Hamilton – Victoria Palace Theatre - Lesley Joseph als Frau Blücher in Young Frankenstein – Garrick Theatre                                 |
| Bester Regisseur / Beste Regisseurin | Bester Choreograph / Beste Choreographin |
| - Sam Mendes für The Ferryman – Gielgud Theatre und Royal Court Theatre - Dominic Cooke für Follies – National Theatre Olivier - Marianne Elliot für Angels in America – National Theatre Lyttleton - Rupert Goold für Ink – Almeida Theatre und Duke of York’s Theatre - Thomas Kail für Hamilton – Victoria Palace Theatre | - Andy Blankenbuehler für Hamilton – Victoria Palace Theatre - Bill Deamer für Follies – National Theatre Olivier - Kate Prince für Everybody’s Talking About Jamie – Apollo Theatre - Randy Skinner für 42nd Street – Theatre Royal, Drury Lane - Christopher Wheeldon für An American in Paris – Dominion Theatre                                                         |
| Bester Bühnenbildner / Beste Bühnenbildnerin | Bester Kostümdesigner / Beste Kostümdesignerin |
| - Bob Crowley und 59 Productions für An American in Paris – Dominion Theatre - Bunny Christie für Ink – Almeida Theatre und Duke of York’s Theatre - Rob Howell für The Ferryman – Gielgud Theatre und Royal Court Theatre - Vicki Mortimer für Follies – National Theatre Olivier | - Vicki Mortimer für Follies – National Theatre Olivier - Hugh Durrant für Dick Whittington – London Palladium - Roger Kirk für 42nd Street – Theatre Royal, Drury Lane - Paul Tazewell für Hamilton – Victoria Palace Theatre |
| Bester Lichtdesigner / Beste Lichtdesignerin | Bester Sounddesigner / Beste Sounddesignerin |
| - Howell Binkley für Hamilton – Victoria Palace Theatre - Paule Constable für Angels in America – National Theatre Lyttleton - Paule Constable für Follies – National Theatre Olivier - Jan Versweyveld für Network – National Theatre Lyttleton | - Nevin Steinberg für Hamilton – Victoria Palace Theatre - Tom Gibbons für Hamlet – Almeida Theatre - Gareth Owen für Bat Out of Hell The Musical – London Coliseum - Eric Sleichim für Network – National Theatre Lyttleton |
| Herausragende Leistungen Musik | |
| - Lin-Manuel Miranda und Alex Lacamoire für Komposition und Orchestrierung von Hamilton – Victoria Palace Theatre - Dan Gillespie Sells für Komposition und Orchestrierung von Everybody’s Talking About Jamie – Apollo Theatre - Das Orchester des Musicals Follies, unter musikalischer Leitung von Nicholas Skilbeck und Nigel Lilley – National Theatre Olivier - Bob Dylan für die Komposition und Simon Hale für die Orchestrierung und das Arrangement von Girl from the North Country – The Old Vic Theatre und Noël Coward Theatre | |
| Herausragende Leistungen Ballett | Beste neue Ballettproduktion |
| - Francesca Velicu in Pina Bauschs Le Sacre du Printemps vom English National Ballet – Sadler’s Wells - Rocío Molina für die Erweiterung der Grenzen des Flamenco in Fallen from Heaven (Caída Del Cielo) – Barbican Theatre - Zenaida Yanowsky in Liam Scarlett’s Symphonic Dances – Royal Opera House | - Flight Pattern von Crystal Pite – Royal Opera House - Goat von Ben Duke für die Rambert Dance Company – Sadler’s Wells - Grand Finale von Hofesh Shechter – Sadler’s Wells - Tree Of Codes von Wayne McGregor und dem Paris Opera Ballet – Sadler’s Wells |
| Herausragende Leistungen Oper | Beste neue Opernproduktion |
| - Joyce DiDonato und Daniela Barcellona in Semiramide – Royal Opera House - Paul Brown für das Szenen- und Kostümdesign von Iolanthe – London Coliseum - Roderick Williams in Il ritorno d’Ulisse in patria – The Roundhouse | - Semiramide – Royal Opera House - La bohème – Trafalgar Studios 2 - The Exterminating Angel – Royal Opera House |
| Herausragende Theaterleistungen | |
| - Killology – Royal Court Theatre - The B*easts – Bush Theatre - The Red Lion – Trafalgar Studios 2 - The Revlon Girl – Park Theatre | |

## Sonderpreise
| Kategorie                         | Preisträger |
| --------------------------------- | ----------- |
| Sonderpreis der Society of London | David Lan   |

## Statistik

### Mehrfache Nominierungen
- 13 Nominierungen: Hamilton
- 10 Nominierungen: Follies
- 8 Nominierungen: The Ferryman
- 6 Nominierungen: Angels in America
- 5 Nominierungen: Everybody’s Talking About Jamie, Girl from the North Country
- 4 Nominierungen: Ink, Network
- 3 Nominierungen: 42nd Street, An American in Paris, Hamlet, Who’s Afraid of Virginia Woolf?, Young Frankenstein
- 2 Nominierungen: Dick Whittington, Oslo, Semiramide

### Mehrfache Gewinne
- 7 Gewinne: Hamilton
- 3 Gewinne: The Ferryman
- 2 Gewinne: Angels in America, Follies, Girl from the North Country, Semiramide